# Златко Судац
Златко Судац (хорватською: Zlatko Sudac, нар. 24 січня 1971) — хорватський римо-католицький священик єпархії Крк (острів на Адріатичному морі), Хорватія. Він особливо відомий через його стигмати.

## Біографія
Судац походить з міста Врбник на острові Крк, Хорватія. Він розпочав духовне навчання, щоб стати священиком, у 1993 році, після закінчення обов'язкової служби в югославській армії. Був висвячений на священика 29 червня, 1998 року. У наш час[коли?] Судац проводить релігійні семінари.
Судац відомий в Хорватії і у світі через стигмати, які він носить у вигляді хреста на чолі, а також має ознаки на руках, ногах і боці. Він художник-аматор, і повідомлялося, що стигмати з'являються на кінцях його пальців, коли він малює.